# 油川城
油川城（あぶらかわじょう）は、青森県青森市大字西田沢字浜田・字山辺（旧陸奥国）にあった日本の城。

## 概要
中世の城で、築城年代は不明だが、諸書により南部氏に仕えた奥瀬氏の居城とされる。『異聞記』に「油川へは南部奥瀬判九郎下り、外ヶ浜の代官となり、その子善九郎船水讃岐なり」とある。
青森市北西部の沖積地に面した台地に位置し、東西200メートル、南北350メートルの規模で平地の中に孤立した城郭となっていた。現在は畑作地となっているが、曲輪には堀や土塁が残り、15-16世紀の陶磁器や鉄製品などの遺物が散布している。
津軽氏の『津軽一統志』に、天正13年（1585年）3月、大浦為信による油川一帯外ヶ浜攻めに際して一戦も交えず田名部に逃げ去ったとある。